# What Price Glory? (pel·lícula de 1926)
What Price Glory? és una pel·lícula muda dirigida per Raoul Walsh i protagonitzada per Victor McLaglen, Edmund Lowe i Dolores del Río. Basada en la peça teatral homònima de Laurence Stallings i Maxwell Anderson, la pel·lícula es va estrenar el 23 de novembre de 1926. La gran popularitat de la pel·lícula va fer que Victor McLaglen i Edmund Lowe reprenguessin els mateixos caràcters de Quirt i Flagg en tres seqüeles per a la Fox: “The Cock-Eyed World” (1929), “Women of All Nations” (1931), les dues dirigides per Raoul Walsh, i “Hot Pepper” (1933), dirigida per John Blystone. La 20th Century-Fox en feu una nova adaptació amb el mateix títol el 1952 amb James Cagney Dan Dailey i Denise Darcel dirigida per John Ford.

## Argument
Flagg i Quirt són dos sergents veterans del Cos de Marines dels Estats Units la rivalitat dels quals, sobretot pel que fa a les dones, es remunta a diversos anys enrere a la Xina i Filipines. Flagg és nomenat capità i posat al càrrec d'una companyia a primera línia a França durant la Primera Guerra Mundial. Quirt és assignat a la mateixa unitat com a sergent. Flagg i Quirt ràpidament reprenen la seva antiga rivalitat, que aquesta vegada pren forma per conquerir els afectes de Charmaine, la filla de l'hostaler local.
Charmaine flirteja amb tots dos de manera que decideixen fer una aposta per veure qui es queda amb la noia. Flagg la guanya però, assabentant que en realitat Charmaine prefereix Quirk, abandona per respecte. Dues vegades els companys rivals tornen vius de les trinxeres. La tercera vegada que són cridats, Flagg està de permís però es reincorpora a la companyia. Charmaine reflexiona tristament que, tot i que han tornat dues vegades, no tornaran més.

## Repartiment
- Edmund Lowe (sergent Quirt)
- Victor McLaglen (capità Flagg)
- Dolores del Río (Charmaine de la Cognac)
- William V. Mong (Cognac Pete)
- Phyllis Haver (Shanghai Mabel)
- Elena Jurado (Carmen, noia filipina)
- Leslie Fenton (lloctinent Moore)
- Barry Norton (soldat 'Mother's Boy' Lewisohn)
- Sammy Cohen (soldat Lipinsky)
- Ted McNamara (soldat Kiper)
- August Tollaire (major francès)
- Mathilde Comont (Camille, dona grassa)
- Patrick Rooney (Mulcahy)
- J. Carrol Naish (rol menor)